# Cynan Dindaethwy ap Rhodri
Cynan Dindaethwy ap Rhodri (... – 816) è stato sovrano del Regno di Gwynedd dal 798 all'816.
Era figlio di Rhodri Molwynog ap Idwal e di Margaret figlia di Duplory. Salito al trono, dovette fare i conti col figlio di Caradog, Hywel Farf-Fehinog, legittimo erede al trono.
Seguì una guerra civile, in cui, però, quest'ultimo non sembra aver avuto parte attiva fino all'813, quando i due schieramenti vennero a battaglia. Cynan vinse, ma l'anno seguente Hywel lo scacciò nell'Anglesey, proclamandosi re. Cynan sposò Mahallt (Matilda), figlia del signore di Flint, ma sembra che abbia avuto solo una figlia, Esyllt, che sposò il signore dell'Anglesey, Guriat.